# Balsamiq

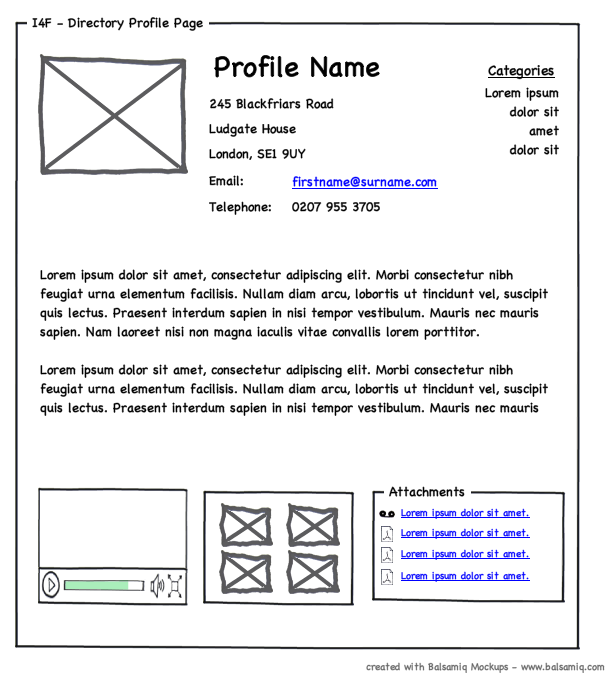
Um documento wireframe para uma visualização de perfil de pessoa criado usando Balsamiq

Balsamiq Studios é uma micro ISV fundada em março de 2008 por Peldi Guilizzoni, um antigo engenheiro de software senior da Adobe.  A ferramenta baseada na web "Balsamiq mockup" foi lançada em junho de 2008. A empresa é sediada em São Francisco e Sacramento, Califórnia; Bologna, Itália; Paris, França; e Bremen, Alemanha. Em 2011, Balsamiq conquistou quase US$ 5 milhões em vendas.

## Productos

### Balsamiq Mockup
Balsamiq Mockups permite construir interfaces gráficas simplificadas, como mockups e protótipos de sites para web. Permite que o designer (utilizador) arranje blocos pré-construídos de widgets usando um editor WYSIWYG com drag-and-drop. A aplicação é oferecida como um aplicativo para computador desktop e em alternativa como plug-in para o Google Drive, Confluence e o JIRA.
Versões para FogBugz e XWiki estiveram disponíveis até 1 de Novembro de 2013.